# Chim-ipja
Chim-ipja (침입자?), noto anche con il titolo internazionale Intruder, è un film del 2020 scritto e diretto da Son Won-pyeong.

## Trama
La piccola Yoo-jin scompare nel nulla, tuttavia dopo venticinque anni si ripresenta dalla famiglia e dal fratello, Seo-jin; quest'ultimo nutre però dei dubbi sulla reale identità della donna, che si riveleranno poi fondati.